# Кастильоне-д’Адда
Кастильоне-д’Адда (итал. Castiglione d'Adda) — коммуна в Италии, располагается в регионе Ломбардия, в провинции Лоди.
Население составляет 4750 человек (2008 г.), плотность населения составляет 362 чел./км². Занимает площадь 13 км². Почтовый индекс — 26823. Телефонный код — 0377.
В коммуне 15 августа особо празднуется Успение Пресвятой Богородицы.

## Демография
Динамика населения:

## Города-побратимы
- Лоццоло, Италия

## Администрация коммуны
- Официальный сайт: http://www.comune.castiglionedadda.lo.it/ Архивная копия от 2 апреля 2010 на Wayback Machine